# G.P. 500
La G.P. 500 (acronimo di Guzzi – Parodi) fu il primo prototipo di motocicletta costruita da Carlo Guzzi e Giorgio Parodi; realizzata nel 1920, precedette di un anno la fondazione della Moto Guzzi. In essa sono racchiuse molte novità che caratterizzarono tutti i modelli della Casa dell’Aquila per oltre un quarantennio.

## Storia
Carlo Guzzi, appassionato fin da giovanissimo di motori, decise, alla vigilia dello scoppio della prima guerra mondiale, di creare una motocicletta che riuscisse ad eliminare tutti quei difetti che tante volte aveva veduto su quelle a cui metteva mano nell'officina Ripamonti di Mandello del Lario, coadiuvato da Giorgio Ripamonti, il fabbro del paese.
Il progetto, sviluppato negli anni della guerra mentre era di servizio come maresciallo motorista degli idrovolanti della Regia Marina, trovò supporto nelle amicizie strette con due piloti della 260ª Squadriglia, Giovanni Ravelli e Giorgio Parodi, ai quali mostrò le sue idee, ed i tre decisero che al termine del conflitto avrebbero collaborato per realizzare il progetto: Carlo Guzzi si sarebbe occupato della costruzione, Giorgio Parodi, appartenente ad una facoltosa famiglia di armatori genovesi, avrebbe finanziato l’impresa, e Giovanni Ravelli, valido corridore motociclistico già noto nell’anteguerra, sarebbe stato il pilota che avrebbe propagandato il motoveicolo sui terreni di gara.
Sfortunatamente Giovanni Ravelli morì in un incidente durante un volo di collaudo l’11 agosto 1919: fu alla sua memoria che fu successivamente introdotta l’Aquila ad ali spiegate come marchio Moto Guzzi, stemma dell’Aviazione Navale.
Il prototipo, costruito nel 1919 nell’officina di Ripamonti a Mandello del Lario, col beneplacito (ed i fondi economici) del padre di Giorgio, Emanuele Vittorio Parodi, presentava numerose soluzioni tecniche pratiche, oltre che razionali, alcune derivanti dal settore aeronautico.
Il prototipo, pur avendo superato brillantemente i collaudi, risultò troppo complesso nella meccanica, costoso per una messa in produzione in serie ed anche troppo avveniristico: fu così che la Normale, la prima motocicletta prodotta dalla Moto Guzzi e messa in vendita nei primi mesi del 1921 differiva dal prototipo in vari dettagli, tra cui l’impianto d'accensione (sostituita con una singola candela) e la distribuzione (rimpiazzata con una a due valvole contrapposte). Fu inoltre cambiato il nome: la sigla G.P. poteva essere scambiata facilmente con le iniziali del solo Giorgio Parodi, e pertanto venne introdotta la denominazione Moto Guzzi.

## Tecnica
Il motore, un monocilindrico quattro tempi di 500 cm³ (cilindrata allora considerata medio-piccola, ma capace di offrire ragguardevoli prestazioni per le esigenze di mercato), era orizzontale, rivolto in avanti, esponendo così la testata – il punto più caldo del motore – direttamente al vento della marcia; il rapporto alesaggio/corsa era di 88 x 82 mm, dunque superquadro, soluzione all’epoca mai adottata in campo motociclistico, che permetteva, oltre all’adozione di valvole di maggior diametro (con vantaggi quindi per le prestazioni), l’utilizzo di una biella più corta e meno sollecitata a causa delle minori velocità di quest’ultima. 
La distribuzione, a quattro valvole in testa parallele comandate da un albero a camme anch’esso in testa azionato a sua volta da un albero e coppie coniche, unita al richiamo delle valvole con molle a spillo e la doppia accensione comandata tramite un unico magnete Bosch (che garantiva un’ottima combustione della miscela in una camera di combustione così ampia, dato il rapporto alesaggio/corsa superquadro), erano applicazioni di derivazione aeronautica, apprese durante il servizio sugli idrovolanti della Regia Marina durante la guerra.
Per ridurre le vibrazioni ed ottenere una maggior robustezza del manovellismo e del carter fu installato un grande volano esterno sul lato sinistro del motore (diventato il simbolo della Guzzi ed ironicamente denominato “affettatrice”); il carter, in alluminio, conteneva in sé sia l’albero a gomiti che il cambio, in modo tale da utilizzare un solo circuito di lubrificazione ed eliminare la catena primaria, utilizzando invece una coppia di ingranaggi a denti elicoidali. Il cambio si trovava così in presa diretta, ne risultava che il motore girava al contrario rispetto alle ruote, un considerevole vantaggio alla lubrificazione, in quanto l’olio fuoriuscito dalla testa di biella veniva proiettato sulla parete superiore del cilindro, che per gravità cadeva su quella inferiore, cosa che con la normale rotazione non sarebbe stata possibile, facendo finire l’olio direttamente in basso e lasciando a secco la parte superiore.
Per migliorare la stabilità della moto e la comodità di guida, approfittando anche del motore poco sviluppato in altezza, fu realizzato un telaio molto basso, con serbatoio sottocanna, a doppia culla continua, ammortizzato anteriormente con una forcella a parallelogramma e rigido posteriormente.
Il rapporto di compressione molto basso, di 3,5:1, limitato anche dalla qualità dei carburanti dell’epoca, era comunque in grado di far sviluppare circa 12 CV e di portare la motocicletta a 100 all’ora.